# Kangounaba
Kangounaba est une commune rurale située dans le département de Tiéfora de la province de Comoé dans la région des Cascades au Burkina Faso.

## Géographie
Lors du recensement de 2003, la commune rurale compte 1 154 habitants dont 373 personnes inscrites en 2012 sur les listes électorales des deux bureaux de vote de la ville. Il s'agit essentiellement de personnes issues de l'ethnie Karaboro s'exprimant en kar, appartenant au groupe des langues sénoufo.

## Culture
En 1984 a paru un recueil de contes oraux du peuple voltaïque des Toussians sous le titre Kànwë ngbäy. Contes karaboro de Kangounaba.